# Во Вифлеємі нині новина
«Во Вифлеємі нині новина» — українська колядка. Слова та музика належать Остапу Нижанківському (1862—1919). Має релігійний характер. У колядці переспівується євангельський сюжет про народження Ісуса Христа у Вифлеємі, згадуються події Різдва. 
Перший куплет колядки разом з іншими різдвяно-новорічними піснями «Добрий вечір тобі, пане господарю» і «Го-го-го, коза» звучав у художньому фільмі режисера Сергія Параджанова «Тіні забутих предків» (епізод «Різдво»).

## Текст

Во Вифлеємі нині новина:
 Пречиста Діва зродила Сина,
 В яслах сповитий поміж бидляти,
 Спочив на сіні Бог необнятий.
 Вже Херувими славу співають,
 Ангельські хори Пана витають,
 Пастир убогий несе, що може,
 Щоб подарити Дитятко Боже.
 А ясна зоря світу голосить:
 Месія радість, щастє приносить!
 До Вифлеєма спішіть всі нині,
 Бога звитайте в бідній Дитині!
 За світлом зірки, десь аж зі сходу
 Йдуть три владики княжого роду,
 Золото дари, кадило, миро
 Враз з серцем чистим несуть в офіру.
 Марія Мати Сина леліє,
 Йосиф старенький пелени гріє,
 А Цар всесвіта в зимні і болю
 Благословить нас на ліпшу долю.
 Ісусе милий, ми не богаті,
 Золота дарів не можем дати,
 Но дар ціннійший несем від мира,
 Се віра серця, се любов щира.
 Глянь оком щирим, о Божий Сину,
 На нашу землю на Україну,
 Зійшли їй з неба дар превеликий,
 Щоб Тя славила во вічні віки.